# Papy Ahono Nzobo
 Papy Ahono Nzobo  (né à Kinshasa le 4 avril 1976, est un homme politique de la République démocratique du Congo et député national, élu de la circonscription de Bolombo dans la province de l'Équateur,,,,.

## Biographie
L'honorable Papy Ahono, il est né dans la ville province de Kinshasa le 4 avril 1976, élu député national au compte du groupement politique CPR, dans le territoire de Bolombo.